# Прапор Дренте

Прапор Дренте

Прапор Дренте є офіційним прапором нідерландської провінції Дренте і був прийнятий 19 лютого 1947 року  Кольори прапора (червоний і білий) - це кольори архієпископа Утрехта, який керував Дренте в минулому. Чорний замок символізує замок Куворден, де почалося повстання проти єпископа Оттона II. Нарешті, Шість зірок символізують шість дингспелів (історичних областей) Дренте: Зейденвелд, Остермур, Норденвелд, Ролде, Бейлен і Дівер. 

## Дизайн і пропорції
Прапор має незвичайне співвідношення ширини та довжини 9:13, однак на практиці часто використовуються прапори з пропорцією 2:3.
Фоновий колір флага — білий. На рівні від 2/9 ширини як з верхньої, так і з нижньої сторони полотнища розташовуються дві червоні смуги, ширина яких рівна 1/9 від ширини прапора. Між смугами в центрі прапор розміщена, згідно з офіційним описом, «чорна прямоугольная замковая вежа на низькому підніжжі, з трьома зубцями і прямокутним дверним отвором; по обидва боки від вежі розташовані три червоні п'ятипроменеві зірки».